# María Chiquita
María Chiquita es un corregimiento del distrito de Portobelo en la provincia de Colón, República de Panamá. La localidad tiene 2.415 habitantes (2010).